# Balbisia verticillata
Balbisia verticillata là một loài thực vật có hoa trong họ Vivianiaceae hoặc họ Francoaceae nghĩa rộng (s. l.). Loài này được Antonio José Cavanilles miêu tả khoa học đầu tiên năm 1804. Theo Cavanilles thì Luis Née (1735-1807) là người châu Âu đầu tiên tìm thấy loài này tại vương quốc Peru trong khu vực giữa Obrajillo và Canta (miền trung Peru) tháng 10 năm 1793.

## Từ nguyên
Tính từ định danh verticillata (giống đực: verticillatus, giống trung: verticillatum) là tiếng Latinh để nói tới các lá mọc vòng - theo Cavanilles, khi ông viết mô tả bằng tiếng Latinh: "Foliis verticillatis, sublinearibus, subsericeis: floribus solitariis terminalibus" (Lá mọc vòng, gần thẳng, gần như lụa: hoa đơn độc, đầu cành).

## Phân bố
Loài này được tìm thấy tại nam miền trung Peru tới nam trung và nam Bolivia.
Các danh pháp Ledocarpon chiloense Desf., 1818 và Ledocarpon chilense Steud., 1840 đều có nghĩa là liên quan tới Chile; tuy nhiên loài này không được tìm thấy ở Chile hiện nay. Nó được ghi nhận tại Tacna, tỉnh cực nam của Peru hiện nay và trong giai đoạn 1884-1929 thì tỉnh Tacna thuộc về Chile.

## Mô tả
Cây bụi cao 0,85-1,10 m, nhiều cành và cành con; các cành con ra hoa mập tới 1-1,5 mm, hơi có lông tơ-lông măng; các cành già nhẵn nhụi, màu đen ánh xám. Lá nhiều, mọc đối (Cavanilles cho là mọc vòng, mỗi vòng 6 lá), không cuống, chẻ 2–3 thùy tới đáy, mặt dưới các thùy chủ yếu có lông măng-lông lụa, hình mác-thẳng hoặc thẳng hơi nhọn, nguyên, dài 5–8 mm, rộng 1–1,5 mm. Hoa đầu cành, có cuống dài 0,75–1 cm (ở quả dài tới 2 cm), dày 0,5–0,75 mm, có lông tơ-lông măng, thường khoảng 2 lần dài hơn lá. Lá bắc tổng bao dài 6–10 mm; các thùy con hình chỉ, có lông nhung màu trắng tuyết nhiều hay ít. Các lá đài dài hơn rõ nét các lá tổng bao, dài 10–15 mm, rộng 3–4 mm, hình mác, nhọn thon nhiều hay ít tới nhọn, có lông lụa-lông măng màu ánh trắng. Tràng hoa đường kính 3-3,5 cm, màu vàng kim; cánh hoa khoảng 2-2,5 lần dài hơn lá đài, dài 20 mm, rộng 10 mm, hình nêm, đỉnh thuôn tròn nhiều hay ít hoặc tù, nguyên. Nhị hoa màu ánh vàng. Chỉ nhị dài tương đương bầu nhụy; bao phấn hình trứng-thuôn dài. Bầu nhụy rậm lông màu trắng tuyết hay trắng bạc. Quả nang có lông màu trắng tuyết nhiều hay ít, cao 4–8 mm, khoảng 0,67 lần ngắn hơn đài hoa. Hạt nhỏ màu nâu sẫm.